# Ольха (Псковська область)
Ольха (рос. Ольха) — присілок в Псковському районі Псковської області Російської Федерації.
Населення становить 5 осіб. Входить до складу муніципального утворення Єршовська волость.

## Історія
Від 2015 року входить до складу муніципального утворення Єршовська волость.

## Населення
| 2001 | 2002 | 2010 |
| ---- | ---- | ---- |
| 8    | ↗9   | ↘5   |